# Разерфордтон (Північна Кароліна)
Разерфордтон (англ. Rutherfordton) — місто (англ. town) в США, в окрузі Рутерфорд штату Північна Кароліна. Населення — 3640 осіб (2020).

## Географія
Разерфордтон розташований за координатами 35°21′51″ пн. ш. 81°57′41″ зх. д. / 35.36417° пн. ш. 81.96139° зх. д. (35.364221, -81.961437).  За даними Бюро перепису населення США в 2010 році місто мало площу 10,70 км², уся площа — суходіл.

## Демографія
Згідно з переписом 2010 року, у місті мешкало 4213 осіб у 1730 домогосподарствах у складі 1075 родин. Густота населення становила 394 особи/км².  Було 1987 помешкань (186/км²).
Расовий склад населення:
| - 84,9 % — білих - 10,4 % — чорних або афроамериканців - 1,6 % — азіатів - 0,3 % — корінних американців - 1,1 % — осіб інших рас |

До двох чи більше рас належало 1,8 %. Частка іспаномовних становила 3,0 % від усіх жителів.
За віковим діапазоном населення розподілялося таким чином: 20,1 % — особи молодші 18 років, 59,4 % — особи у віці 18—64 років, 20,5 % — особи у віці 65 років та старші. Медіана віку мешканця становила 44,4 року. На 100 осіб жіночої статі у місті припадало 84,9 чоловіків;  на 100 жінок у віці від 18 років та старших — 83,7 чоловіків також старших 18 років.
Середній дохід на одне домашнє господарство  становив 52 793 долари США (медіана — 39 274), а середній дохід на одну сім'ю — 60 533 долари (медіана — 48 294). Медіана доходів становила 50 906 доларів для чоловіків та 32 869 доларів для жінок. За межею бідності перебувало 17,8 % осіб, у тому числі 26,0 % дітей у віці до 18 років та 8,0 % осіб у віці 65 років та старших.
Цивільне працевлаштоване населення становило 1526 осіб. Основні галузі зайнятості: освіта, охорона здоров'я та соціальна допомога — 36,0 %, публічна адміністрація — 9,6 %, роздрібна торгівля — 8,8 %, виробництво — 8,3 %.